# 林義順
林義順（Lim Nee Soon，1879年11月12日—1936年3月20日），又名峇顺，字蔚和，书名其华，别名发初；籍貫廣東省澄海縣歧山镇馬西村（今汕頭市郊区）；星洲三杰之一，是早期新加坡華僑領袖。
林義順被視為橡膠大亨，並因為是東南亞地區黄梨種植業翹楚而被譽為「黄梨大王」。他在1909年出任三巴旺樹膠種植有限公司（Sembawang Rubber Estates Limited）首任總經理，並在1911年創立林義順公司（Lim Nee Soon & Co）。
林義順四歲喪母，八歲喪父，因此是由峇峇娘惹外祖母張太夫人（陳寶娘）撫養長大；因為這個緣故，林義順有個具峇峇娘惹色彩的別名，叫峇顺，峇順芭路（Bah Soon Pah Road）就是以他的別名命名的。
1905年孫中山在新加坡創立同盟會時，任新加坡分會會長張永福的外甥就是林義順，也是新加坡前副总理张志贤的表叔公。

## 早年
林義順的祖父與父親林炳源（字美背）在1860年代從中國移民定居新加坡，在美芝路經營雜貨生意。林炳源娶了著名華商張理之的長女張春蓮為妻。根據《澄邑马西乡林氏族谱》記載：「蔚和公生於新加坡美芝律第287號，時清光緒五年九月廿九日丑時歲次己卯，即西曆1879年11月12號。」
林義順曾就讀於聖若瑟書院，後轉學至英華學校。

## 事業
林義順的第一份工作是受聘於木材商陳泰公司（Messers. Tan Tye & Co）。從1904年起他到陳楚南的橡膠園擔任副經理。之後他在新加坡樹膠公司（United Singapore Rubber Estates Limited）擔任代理經理。1909年成立三巴旺樹膠種植有限公司（Sembawang Rubber Estates Limited）時，他出任其第一任總經理。1911年，他辭去工作，並成立林義順公司。
1918年，林義順擔任多家公司的董事，其中包括華商銀行（Chinese Commercial Bank）、聯東保險有限公司（Eastern United Assurance Company Limited）、吁鲁班蘭樹膠有限公司（Ulu Pandan Rubber Estates Limited）、漢陽有限公司（Hanyang Plantation Limited）等。
1930年代遇上大蕭條，林義順脫售手上大部分橡膠產業，但仍然活躍於銀行與財務公司的董事會。

## 社會貢獻
林義順是新加坡早期一位德高望重的華僑領袖。他關注民生課題，常常出錢也出力。他把实里達的一塊地捐出，讓新加坡華人用作墳地。他於1913年至1921年間擔任新加坡鄉務局局員。1919年他擔任同濟醫院董事長，1924年出任英屬馬來亞鴉片委員會成員，1925年被委派成為太平局紳。他曾出任兩屆新加坡中華總商會會長（1921－1922年，和1925－1926年）。
1895年，林義順連同顏永成、林文慶成立了怡和軒俱樂部，讓支持中國國內的革命活動的華僑商人有個交流的地方。
1928年9月9日，林義順帶領了40名鄉親，創立了新加坡潮州八邑會館，從佘應忠手中接管新加坡第一個潮州人會館義安公司。

### 兴办教育
林義順與陳嘉庚創辦了新加坡第一所中文中學，即華僑中學，並在董事會裡出任財政。他也在萊佛士學院擔任董事。

## 投身政治
孫中山在南洋的革命基地晚晴園是由林義順的舅舅張永福所借出。林義順與張永福、陈嘉庚等人雖然身在新加坡，卻心繫中國，積極支持中國國內的革命活動。
1904年，在還未認識孫中山之前，林義順貢獻$50,000与陳楚南和張永福創辦了《圖南日報》，通過報紙呼籲南洋華僑一同宣传共和理念支持反清革命，对抗专制体制和立宪派舆论。办报初期由于销量不佳，张永福决定采取市场模式，向每位购报者赠送日历。孫中山在1905年在一個偶然的機會下看見此日历，於是促成了他南下新加坡尋找這些支持革命活動的華僑，並在新加坡晚晴园成立了同盟會新加坡分會，由陳楚南任會長，林義順、張永福、許子麟任理事。
1907年秋天，新加坡同盟會分會創辦了《中興日報》，由林義順出任經理。
辛亥革命成功後，同盟會變身中國國民黨。同盟會新加坡分會也成為國民黨的新加坡支部，林文慶與林義順等出任第一屆理事。1929年，林义顺重新编制了《新嘉坡前中国同盟会诸同志姓名表》，赠送予中华民国政府，用作存证。孙中山在担任中华民国临时大总统后，代表民国政府亲自向林义顺颁发旌义状。

## 逝世
1936年初，由於操勞過度，身體不適，醫生建議他給自己放假，於是林義順去了一趟中國，然而林義順在1936年3月19日晚上11時10分逝世於上海寶隆醫院303號病房，享年57歲。他的遺體原本是要讓長子帶回新加坡，但南京政府表示希望給林義順舉行國葬並讓他長眠於其好友孫中山的中山陵附近。

## 家庭
林義順的別墅名為「馬西廬」。
林義順在1901年12月6日與阮碧霞結婚，兩人育有三男六女。阮碧霞祖籍福建省漳州龍溪縣，1884年4月10日生於新加坡廈門街。
1919年，林義順與譚玉珍邂逅並生下庶子林忠憲，但兩人在1923年分手。
林義順通過子女與當年的東南亞巨富如陳嘉庚、李浚源、黃仲涵、薛中華互聯姻好，財勢傾卸一時。
林義順逝世兩年後，他的長子林忠國在1938年2月23日於瑞士因肺疾病逝。
1942年2月14日，新加坡在第二次世界大戰淪陷前夕，林義順的妻子帶著幼女林雪玉和兒子林忠邦，林忠民以及其妻兒乘船逃離新加坡，但船隻被日軍炸沉。除了林忠邦、林忠民，所有人都罹難。
2007年10月27日，林義順僅存的兩名男性後裔之一，林傑祥死於地中海貧血症，享年37歲。而他的哥哥，也是林忠邦長孫林傑輝，在2009年11月6日因地中海貧血症去世，享年45歲，成為新加坡壽命最長的地中海貧血症患者。林義順的家族血統至此結束。

## 新加坡地名
林義順是開拓三巴旺的先驅之一。他在新加坡北部有大片橡膠与黄梨种植園，這些土地後來以林義順和其他相關名字命名。
| 相關地名 | 英文拼法           | 備註 |
| -------- | ------------------ | --- |
| 義順新镇 | Yishun 或 Nee Soon | 全镇街道、地铁站，乃至军营都以他命名。                                                                                         |
| 峇順芭路 | Bah Soon Pah Road  | “峇順”乃林義順別名。「芭」即「山芭」，在新加坡华语指鄉村地区。                                                                 |
| 馬西嶺   | Marsiling          | 林義順祖居馬西村；別墅名為「馬西廬」。新加坡北部丘陵地带故命名马西岭，马西陵山在兀兰新镇森林里，高265英尺，军人俗称 Hill 265。 |
| 忠邦     | Chong Pang         | 位于义顺区内，前为忠邦村，八十年代后建组屋。林忠邦乃林義順次子。                                                               |
| 碧霞路   | Peck Hay Road      | 本路位于史各士路，近纽顿地铁站。阮碧霞乃林義順元配。                                                                           |